# باغ ملك (مباركة)
باغ‌ ملك هي قرية في مقاطعة مباركة، إيران. عدد سكان هذه القرية هو 1,645 في سنة 2006.